# Grattacieli di Rio de Janeiro

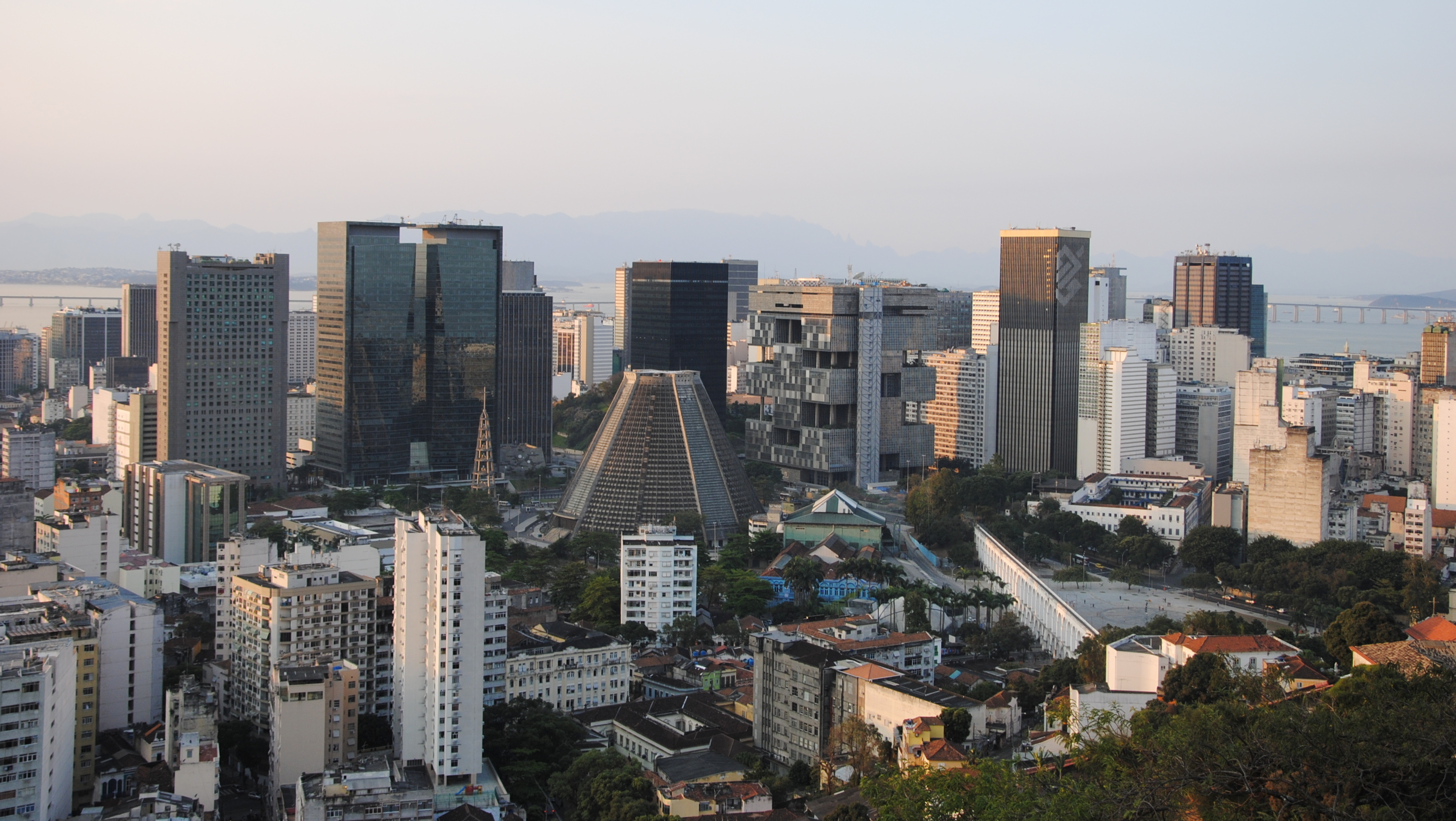
Veduta del Centro di Rio de Janeiro

La città di Rio de Janeiro, in Brasile, possiede almeno 50 edifici più alti di 100 metri. Con 163 metri d'altezza, il suo edificio più alto è il Rio Sul Center.

## Grattacieli più alti
| Pos. | Nome                            | Immagine | Altezza (m) | Piani | Anno | Destinazione | Note                                              |
| ---- | ------------------------------- | -------- | ----------- | ----- | ---- | ------------ | ------------------------------------------------- |
| 1    | Rio Sul Center                  |          | 163         | 48    | 1982 | Commerciale  | È il più alto edificio di Rio de Janeiro dal 1982 |
| 2    | Ventura Corporate Towers        |          | 151         | 34    | 2010 | Commerciale  |                                                   |
| 3    | Edificio Sedan                  |          | 146         | 40    | 1980 | Commerciale  |                                                   |
| 4    | Edificio Conde Pereira Carneiro |          | 145         | 43    | 1976 | Commerciale  |                                                   |
| 5    | Edificio Santos Dumont          |          | 141         | 45    | 1975 | Commerciale  |                                                   |
| 6    | Centro Cândido Mendes           |          | 140         | 43    | 1982 | Commerciale  |                                                   |
| 7    | Edificio Lineu de Paula Machado |          | 138         | 34    | 1980 | Commerciale  |                                                   |
| 8    | Edificio Avenida Central        |          | 136         | 34    | 1961 | Commerciale  |                                                   |
| 9    | Edificio Lúcio Costa            |          | 136         | 34    | 1965 | Commerciale  |                                                   |
| 10   | Sede BNH                        |          | 135         | 30    | 1968 | Commerciale  |                                                   |